# Puerto Rico Soy Tuyo
Puerto Rico, soy tuyo es el sexto álbum de estudio y en solitario de Frankie Ruiz. Fue publicado el año 1993 bajo la producción de Vinny Urrutia para el sello Rodven Records. 
El tema Me faltas tuvo un videoclip grabado por el mismo Frankie Ruiz, aparte de esta canción, destacan las canciones Tú me vuelves loco, Tal como lo soñé, Háblame y Puerto Rico. Esta última dedicada al país que lo acogió por mucho tiempo.

## Lista de canciones
| N.º | Título                       | Compositor(es)           | Duración |  |
| 1.  | «Tú me vuelves loco»         | Cheín García Alonso      | 4:56     |  |
| 2.  | «Puerto Rico»                | Armando Napoleón         | 4:36     |  |
| 3.  | «Nunca te quedas»            | Palmer Hernández         | 4:49     |  |
| 4.  | «Tal como lo soñé»           | Peter Velázquez          | 4:38     |  |
| 5.  | «Me faltas»                  | Gustavo Márquez          | 4:46     |  |
| 6.  | «Perdón, señora»             | Gloria González          | 4:00     |  |
| 7.  | «Háblame»                    | Cheín García Alonso      | 4:26     |  |
| 8.  | «Nos sorprendió el amanecer» | Rafael Rodríguez Álvarez | 5:06     |  |

## Ranking Billboard
| U.S. Billboard Singles       |                    |                                   |          |
| Fecha que ingresó al Ranking | Canción            | Chart (Lista de éxitos musicales) | Posición |
| 16 de octubre de 1993        | Tú me vuelves loco | Hot Latin Tracks                  | 11       |
| 19 de marzo de 1994          | Háblame            | Hot Latin Tracks                  | 23       |

## Personal

### Músicos
- Voz principal: Frankie Ruiz
- Coros: Darvel Garcia Blasco, Domingo Quiñones Arroyo y Héctor «Pichie» Pérez.
- Maracas: Héctor «Pichie» Pérez
- Cuatro puertorriqueño: Máximo Torres (en Puerto Rico).
- Trombones: Jorge Díaz, Jaime Matos, Rafael Torres, Cuto Soto, Gamalier González y Antonio Vázquez.
- Trompetas: Luis Aquino, Juan Pablo Torres, Vicente Cusi Castillo y Ángel «Angie» Machado.
- Piano: Lenny Prieto y Luis Quevedo.
- Bajo: Pedro «Pedrito» Pérez
- Bongo: Celso Clemente Jr.
- Conga: Jimmy Morales
- Timbales: Santiago «Chago» Martínez

### Créditos
- Productor: Vinny Urrutia
- Arreglos musicales: Ramón Sánchez, Willie Sotelo, Julito Alvarado, Martin Nieves y Cuto Soto.
- Estudio de grabación: V.U. Recordings Studios en Carolina, Puerto Rico.